# Megaloctena mandarina
Megaloctena mandarina là một loài bướm đêm trong họ Noctuidae.